# Save Me
«Save Me» (укр. «Врятуй мене») — пісня британського рок-гурту «Queen» з альбому «The Game» 1980 року. Написав пісню гітарист Браян Мей, гурт записав її 1979 року і випустив у Великій Британії 25 січня 1980 року, майже за шість місяців до виходу альбому, вона відразу ж стала популярною серед фанатів гурту. Пісня вийшла як сингл з живим записом пісні «Let Me Entertain You» на стороні «Б». «Save Me» провела шість тижнів у «UK Singles Chart», досягнувши максимальної одинадцятої позиції.
Пісню виконували на концертах з 1979 по 1982 роки і її записали для концертних альбомів гурту: «Queen Rock Montreal» з арени «Montreal Forum», Квебек, Канада, в листопаді 1981 року та «Queen on Fire — Live at Bowl» зі стадіону «Milton Keynes Bowl», Бакінгемшир, Англія, у червні 1982 року. Пісня також включена в альбоми «Queen» «Greatest Hits» та «Queen Forever».

## Про пісню
Браян Мей написав цю пісню про свого друга, у якого закінчилися стосунки з дружиною. Це найперша пісня гурту при записі якої використовували синтезатор. Музично, пісня складна, з куплетами в тональності соль мажор і приспівом в тональності ре мажор. Інструментальне соло, у відповідній тональності соль мажор, служить куплетом.
«Рядки, що відкривають пісню, покладені на тихий спадаючий пасаж рояля, готують сцену для подальших подій: "Все починалося так добре... Ми були створені одне для одного, я купався у твоїй чарівності, твоїй любові... Як я любив тебе, як я ридав". До моменту, коли пісня підходить до потужного, якщо не сказати відчайдушного, приспіву, Мерк'юрі, Мей, Дікон і Тейлор дружно приходять на допомогу герою, котрий перебуває в сум'ятті, який "не може жити на самоті"»
— Мартін Пауер, «Повний путівник по музиці „Queen“»
У цій рок-баладі гітарист Браян Мей грає не тільки на електрогітарі, але й на роялі. Під час турів до альбомів «The Game» і «Flash Gordon» Мей грав свою клавішну партію до другого куплета, а потім грав уже Фредді Мерк'юрі. Далі Мей грав гітарну партію і соло. 
Пісня, вийшовши як сингл за пів року до виходу альбому, відразу стала популярною серед фанатів гурту і потім увійшла до збірки «Greatest Hits».

## Музичне відео
Музичне відео до пісні зняв режисер Кейт Макміллан в палаці Александри 22 грудня 1979 року. Це перше відео гурту, в якому використовують анімацію (не рахуючи намальованого Фредді Мерк'юрі в кліпі «Bicycle Race», який міг лише ворушити губами).
Відео складається з двох частин, які постійно змінюються: виконання пісні гурту і анімована частина. У першому форматі гурт з'являється на початку відео, під час усіх приспівів (крім останнього) і гітарного соло, решту часу займає анімація. Гурт виконує пісню на майданчику з трьома сходинками посередині, на яких знаходиться ударна установка. У відео Мей не грає на роялі, він виконує тільки партію гітари.
Анімована частина з'являється під час перших двох куплетів і в останньому приспіві. Головними героями цієї частини є жінка і білий голуб. Вся дія відбувається в гримерці жінки і на високому кам'яному мосту. Жінка хоче зловити голуба, але це їй ніяк не вдається. В кінці вона його втрачає і падає з моста і сама перетворюється на голуба. Перехід від реальної частини відео до намальованої здійснюється так — одна з жінок в залі переходить в анімовану, при переході назад голуб перетворюється на Мерк'юрі. Також голуб з'являється під час гітарного соло і літає навколо Мея. В кінці голуб, який до цього був жінкою, з'являється в реальній частині відео і пролітає біля Мерк'юрі, який простягає до птаха руку.
Це відео стало останнім, де Фредді Мерк'юрі з'явився без вусів. Починаючи з відео до «Play the Game», наступного синглу, він з'являвся з вусами аж до 1987 року, коли він поголив їх під час запису відео до пісні «The Great Pretender». Кадри з відео використовували у відеоролику до пісні «Radio Ga Ga».

## Музиканти
- Фредді Мерк'юрі — головний вокал, бек-вокал;
- Браян Мей — акустична гітара, електрична гітара, піаніно, синтезатор, бек-вокал;
- Роджер Тейлор — ударні, бек-вокал;
- Джон Дікон — бас-гітара, бек-вокал.

## Кавер-версії
- Британська співачка Керрі Елліс випустила свою версію пісні у дебютному альбомі «Anthems». Також вона виконувала пісню з Браяном Меєм під час туру «Anthems: The Tour» (2011) і на різних заходах.

## Використання
Пісня грала в епізоді «Tinfinity» американського серіалу «Новенька».